# Björkviks landskommun
Björkviks landskommun var en tidigare kommun i Södermanlands län.

## Administrativ historik
Den 1 januari 1863, när kommunalförordningarna började tillämpas, skapades över hela riket cirka 2 500 kommuner, varav 89 städer, 8 köpingar och resten landskommuner. Då inrättades i Björkviks socken i Jönåkers härad i Södermanland denna kommun.
1 januari 1923 (enligt beslut 16 september 1921) fastställdes gränsen mellan Björkviks landskommun och Kila landskommun då den varit omtvistad. På grund av detta överfördes den del av hemmanet Virån nya nr 1 som upptagits i jordeboken för Björkviks socken men som låg söder om den nya gränsen till Kila. Arealen för området hade redan sedan tidigare inräknats i arealen för Kila landskommun.
1952 genomfördes den första av 1900-talets två genomgripande kommunreformer i Sverige. Denna reform påverkade inte Björkviks kommun, vilken fortlevde till 1971 då den upphörde och tillsammans med fem andra kommuner bildade Katrineholms kommun.

### Kyrklig tillhörighet
I kyrkligt hänseende tillhörde kommunen Björkviks församling.

## Geografi
Björkviks landskommun omfattade den 1 januari 1952 en areal av 229,59 km², varav 195,10 km² land. Efter nymätningar och arealberäkningar färdiga den 1 januari 1961 omfattade landskommunen samma datum en areal av 224,20 km², varav 192,50 km² land.

### Tätorter i kommunen 1960
I Björkviks landskommun fanns den 1 november 1960 ingen tätort. Tätortsgraden i kommunen var då alltså 0,0 procent.

## Politik

### Mandatfördelning i valen 1946-1966
| 14 | 7 | 2 | 2 |

| 22 |

| 13 | 7 | 3 | 2 |

| 22 |

| 13 | 6 | 3 | 3 |

| 22 |

| 12 | 8 | 2 | 3 |

| 22 |

| 11 | 9 | 3 | 2 |

| 20 | 5 |

| 11 | 9 | 3 | 2 |

| 20 | 5 |